# Antidoros (Töpfer)
Antidoros (altgriechisch Ἀντίδωρος) war ein griechischer Töpfer, tätig um 540–530 v. Chr. in Athen.
Seine Signatur findet sich auf der Unterseite des Fußes zweier Droop-Schalen, einer Form der Kleinmeister-Schalen. Beide stammen aus Tarent und befinden sich heute in Taranto, Museo Nazionale IG 4434 und IG 4435. Sie zeigen Pygmäen im Kampf gegen Kraniche, die Eberjagd und Wagenrennen. Motivisch und stilistisch anschließen lässt sich ihnen eine unsignierte Schale in Würzburg, Antikensammlung des Martin von Wagner Museums L 414. Antidoros gehört zu den Kleinmeistern.